# Togos herrlandslag i volleyboll
Togos herrlandslag i volleyboll representerar Togo i volleyboll på herrsidan. Laget har deltagit i afrikanska mästerskapet och afrikanska spelen.

### Fotnoter
1. ↑  Todor Krastev. ”Men Volleyball II Africa Championship 1971 Cairo, Egypt - July - Winner Tunisia (2nd)” (på engelska). http://todor66.com/volleyball/Africa/Men_1971.html. Läst 18 april 2024.